# The Idler Wheel...
| Совокупная оценка          | Совокупная оценка |
| Источник                   | Оценка            |
| -------------------------- | ----------------- |
| AnyDecentMusic?            | 8.5/10            |
| Metacritic                 | 89/100            |
| Оценки критиков            |                   |
| Источник                   | Оценка            |
| AllMusic                   | [ 5 ]             |
| The A.V. Club              | A                 |
| Entertainment Weekly       | A                 |
| The Guardian               | [ 8 ]             |
| Los Angeles Times          | [ 9 ]             |
| MSN Music (Expert Witness) | A−                |
| NME                        | 8/10              |
| Pitchfork                  | 9.0/10            |
| Rolling Stone              | [ 1 ]             |
| Spin                       | 8/10              |

The Idler Wheel… (полное название The Idler Wheel Is Wiser Than the Driver of the Screw and Whipping Cords Will Serve You More Than Ropes Will Ever Do) — четвёртый студийный альбом американской певицы Фионы Эппл, выпущенный на лейбле Epic в Великобритании 18 июня 2012 года и в США 19 июня. Альбом дебютировал на третьем месте в американском хит-параде Billboard 200, её лучший дебют в карьере, с тиражом 72,000 копий в первую неделю. Альбом получил номинацию на премию Грэмми в 2013 году в категории Лучший альтернативный альбом.

## История
Альбом получил положительные отзывы музыкальной критики и интернет-изданий. Он получил 89 из 100 баллов на интернет-агрегаторе Metacritic.

### Списки и номинации
Альбом был назван лучшим диском 2012 года такими изданиям как Time Magazine, Stereogum, Spinner и NPR Music's Fresh Air.
Под № 2 он вошёл в списки лучших по итогам года в журналах Consequence of Sound и Entertainment Weekly, под номером 3 в списках USA Today и Pitchfork, под номером 4 в списке 50 лучших журнала Paste, под номером 5 в списке 50 лучших журнала Rolling Stone, под номером 10 в списке сайта Idolator, под номером 16 в списке журнала Spin, под номером 17 в списках American Songwriter и Filter, а также в списке лучших NPR. Сайт Pitchfork включил его в свой список 100 лучших альбомов последних пяти лет (№ 10 в списке The 100 Best Albums of the Decade So Far: 2010—2014), опубликованном в августе 2014 года.
В 2019 году альбом был включён газетой The Guardian в её список 100 лучших альбомов XXI века (100 Best Albums of the 21st Century), а издание Pitchfork включил его в список 200 лучших альбомов десятилетия 2010-х годов (№ 5 в The 200 Best Albums of the 2010s).
В январе 2025 года альбом занял 13-е место в списке The 250 Greatest Albums of the 21st Century So Far.

## Список композиций
Все песни, за исключением отмеченных, были написаны Фионой Эппл.
Слова и музыка всех песен — Фиона Эппл.
| №                   | Название             | Длительность |
| ------------------- | -------------------- | ------------ |
| 1.                  | «Every Single Night» | 3:29         |
| 2.                  | «Daredevil»          | 3:28         |
| 3.                  | «Valentine»          | 3:32         |
| 4.                  | «Jonathan»           | 5:03         |
| 5.                  | «Left Alone»         | 4:50         |
| 6.                  | «Werewolf»           | 3:12         |
| 7.                  | «Periphery»          | 4:58         |
| 8.                  | «Regret»             | 5:17         |
| 9.                  | «Anything We Want»   | 4:40         |
| 10.                 | «Hot Knife»          | 4:02         |
| Общая длительность: | Общая длительность:  | 42:39        |

| №                   | Название            | Длительность |
| ------------------- | ------------------- | ------------ |
| 11.                 | «Largo»             | 2:41         |
| Общая длительность: | Общая длительность: | 45:20        |

| №                   | Название                    | Длительность |
| ------------------- | --------------------------- | ------------ |
| 1.                  | «Every Single Night» (live) | 3:19         |
| 2.                  | «Anything We Want» (live)   | 5:00         |
| 3.                  | «Fast as You Can» (live)    | 5:15         |
| 4.                  | «A Mistake» (live)          | 5:53         |
| 5.                  | «Sleep to Dream» (live)     | 4:40         |
| Общая длительность: | Общая длительность:         | 24:07        |

## Хит-парады
| Чарт (2012)                     | Высшая позиция |
| ------------------------------- | -------------- |
| Australian Albums Chart         | 23             |
| Austrian Albums Chart           | 44             |
| Belgian Albums Chart (Flanders) | 116            |
| Belgian Albums Chart (Wallonia) | 149            |
| Canadian Albums Chart           | 13             |
| Dutch Albums Chart              | 62             |
| French Albums Chart             | 54             |
| German Albums Chart             | 56             |
| Irish Albums Chart              | 78             |
| Italian Albums Chart            | 61             |
| Japanese Albums Chart           | 68             |
| Mexican Albums Chart            | 91             |
| New Zealand Albums Chart        | 30             |
| Portuguese Albums Chart         | 20             |
| Spanish Albums Chart            | 100            |
| Swiss Albums Chart              | 28             |
| UK Albums Chart                 | 68             |
| US Billboard 200                | 3              |
| US Alternative Albums           | 1              |
| US Rock Albums                  | 1              |

| Регион | Сертификация | Продажи |
| ------ | ------------ | ------- |
| США    | —            | 205,000 |

| Чарт (2012)           | Позиция |
| --------------------- | ------- |
| US Billboard 200      | 157     |
| US Alternative Albums | 28      |
| US Rock Albums        | 48      |